# General Cornelio Vernaza
General Cornelio Vernaza ist eine Ortschaft und eine Parroquia rural („ländliches Kirchspiel“) im Kanton Salitre der ecuadorianischen Provinz Guayas. Die Parroquia besitzt eine Fläche von 82,4 km². Die Einwohnerzahl lag im Jahr 2010 bei 9511.

## Lage
Die Parroquia General Cornelio Vernaza liegt im Tiefland nördlich von Guayaquil. Der Río Vinces durchquert das Areal in südlicher Richtung. Dessen linker Abzweig Río Junquillo begrenzt das Gebiet im Nordosten. Der Río Mastrantales fließt entlang der nordwestlichen Verwaltungsgrenze und mündet in den Río Vinces. Der Hauptort befindet sich am linken Flussufer des Río Vinces 8 km nordnordöstlich vom Kantonshauptort El Salitre. Die Fernstraße E485 (Daule–Babahoyo) führt an General Cornelio Vernaza vorbei.
Die Parroquia General Cornelio Vernaza grenzt im Norden und im Osten an die Provinz Los Ríos mit den Parroquias Antonio Sotomayor (Kanton Vinces) und Baba (Kanton Baba), im Süden und im Südwesten an die Parroquia El Salitre sowie im Nordwesten an die Parroquia Junquillal.

## Geschichte
Die Parroquia wurde am 15. Februar 1941 gegründet. Namensgeber war Cornelio Vernaza Carbo (* 4. September 1830; † 11. März 1898), ein Militär und Diplomat, der für die Unabhängigkeit Ecuadors kämpfte. Die Parroquia ist auch noch unter ihrem alten Namen "Dos Esteros" bekannt.